# Peenetalbrücke
Die Peenetalbrücke, ursprünglich und in der Literatur als Peenebrücke Jarmen bezeichnet, ist eine Brücke im Verlauf der Bundesautobahn 20 in Mecklenburg-Vorpommern. Sie überspannt mit einer Gesamtstützweite von 1111,6 Metern die Landesstraße 35 (bis 2006: Bundesstraße 96) sowie die Peene und die daran angrenzenden Flächen des Peenetals. Die Brücke ist nach der Ueckertalbrücke die zweitlängste und mit Baukosten von rund 70 Millionen DM die aufwändigste Autobahnbrücke der A 20. Das im Grundriss gekrümmte Überführungsbauwerk liegt östlich von Jarmen zwischen den Autobahnanschlüssen Gützkow und Jarmen und quert ein Durchströmungsmoor sowie ein Vogelschutzgebiet.
Der maximal 13 Meter hohe Brückenzug weist 26 Felder auf und ist gegliedert in eine 542,2 Meter lange, 14-feldrige Vorlandbrücke Süd, die 320 Meter lange, sechsfeldrige Flussbrücke und die 249,4 Meter lange, sechsfeldrige Vorlandbrücke Nord. Gebaut wurde die Überführung mit zwei getrennten Überbauten zwischen den Jahren 1998 und 2001. Bauherr war die Deutsche Einheit Fernstraßenplanungs- und Baugesellschaft mbH (DEGES).

## Vorlandbrücken
Die Vorlandbrücken sind Spannbetonkonstruktionen mit zwei getrennten Überbauten, die in Längsrichtung den Durchlaufträger als Bauwerkssystem aufweisen. In Querrichtung besitzen die Überbauten einen einzelligen Hohlkastenquerschnitt mit einer 12,0 Meter breiten Fahrbahnplatte und vertikalen Stegen. Die Konstruktionshöhe beträgt konstant 2,7 Meter. Die Vorspannung besteht in Längsrichtung aus internen Spanngliedern. Die Stützweiten betragen bei der Vorlandbrücke Nord 32,2 Meter, 2 × 35,0 Meter und 11 × 40,0 Meter sowie bei der Vorlandbrücke Süd 5 × 42,0 Meter und 39,4 Meter.
Die Überbauten der Vorlandbrücken wurden von den Widerlagern aus im Taktschiebeverfahren mit Taktlängen von ungefähr 20 Meter im Wochentakt hergestellt.

## Flussbrücke

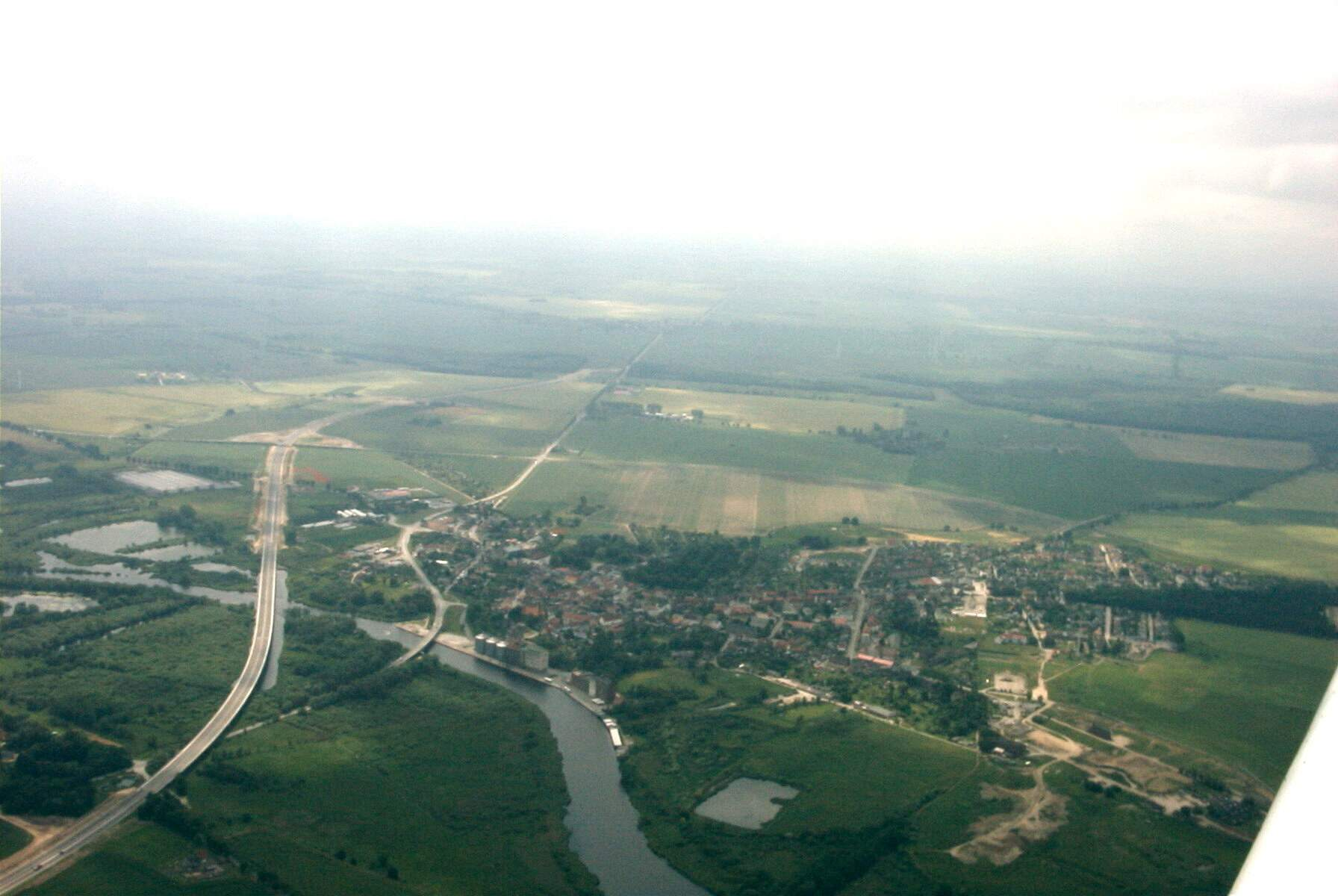
Peenetalbrücke A 20 im Bau

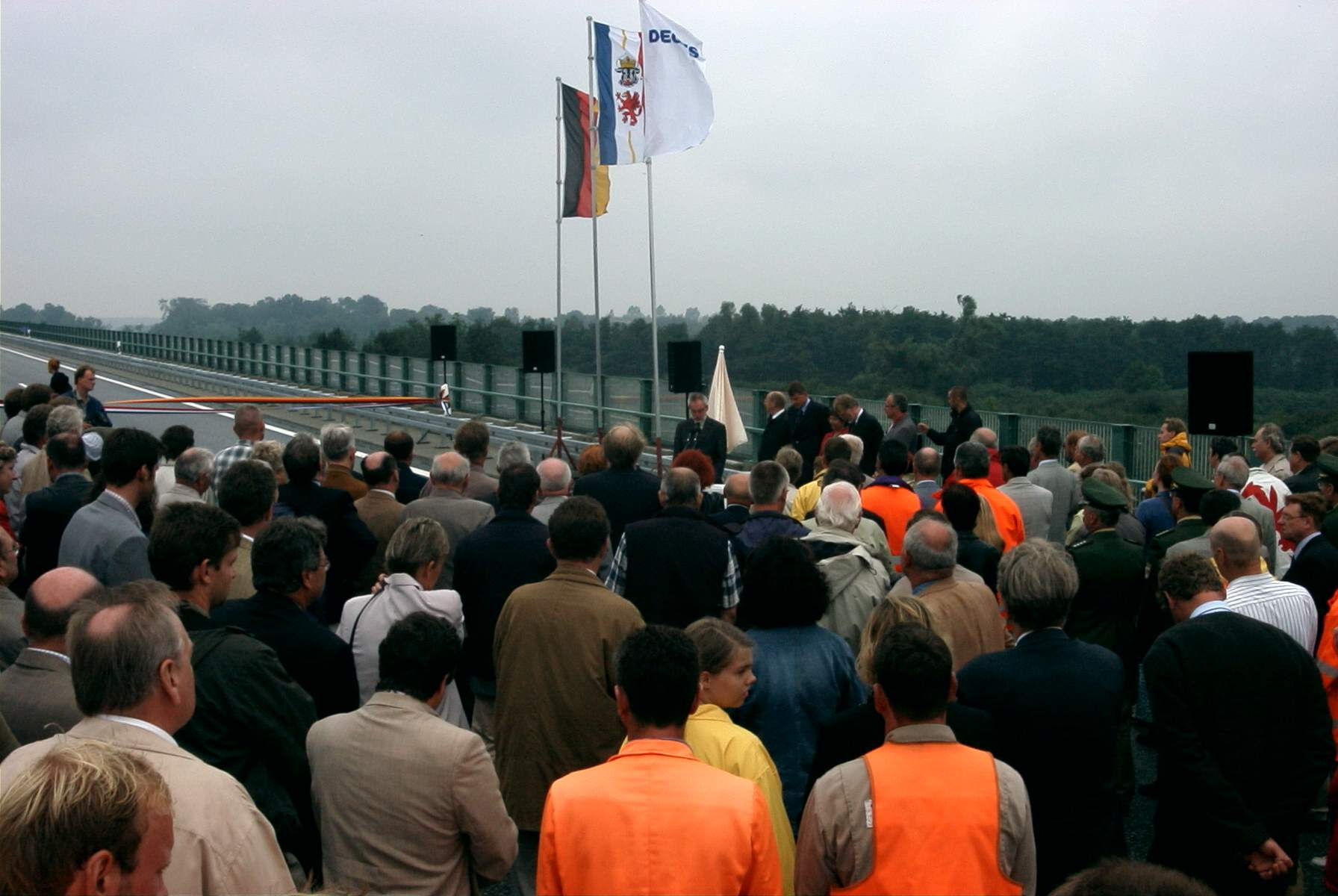
Eröffnung der Peenetalbrücke A 20

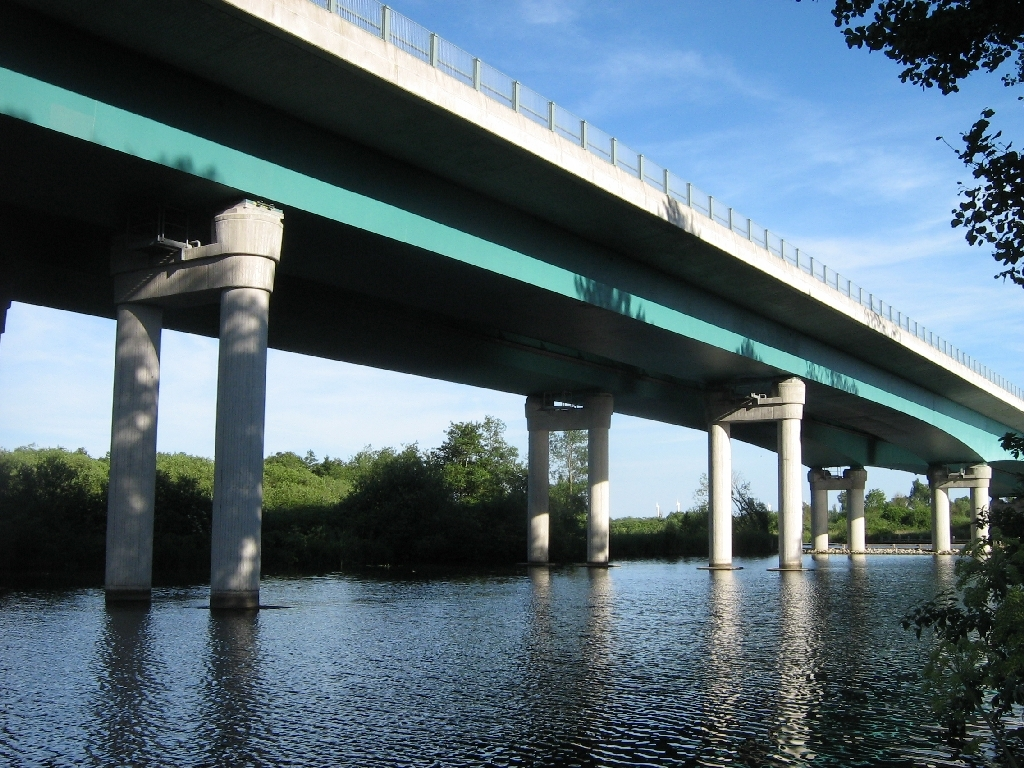
Untersicht Stahlverbundbrücke

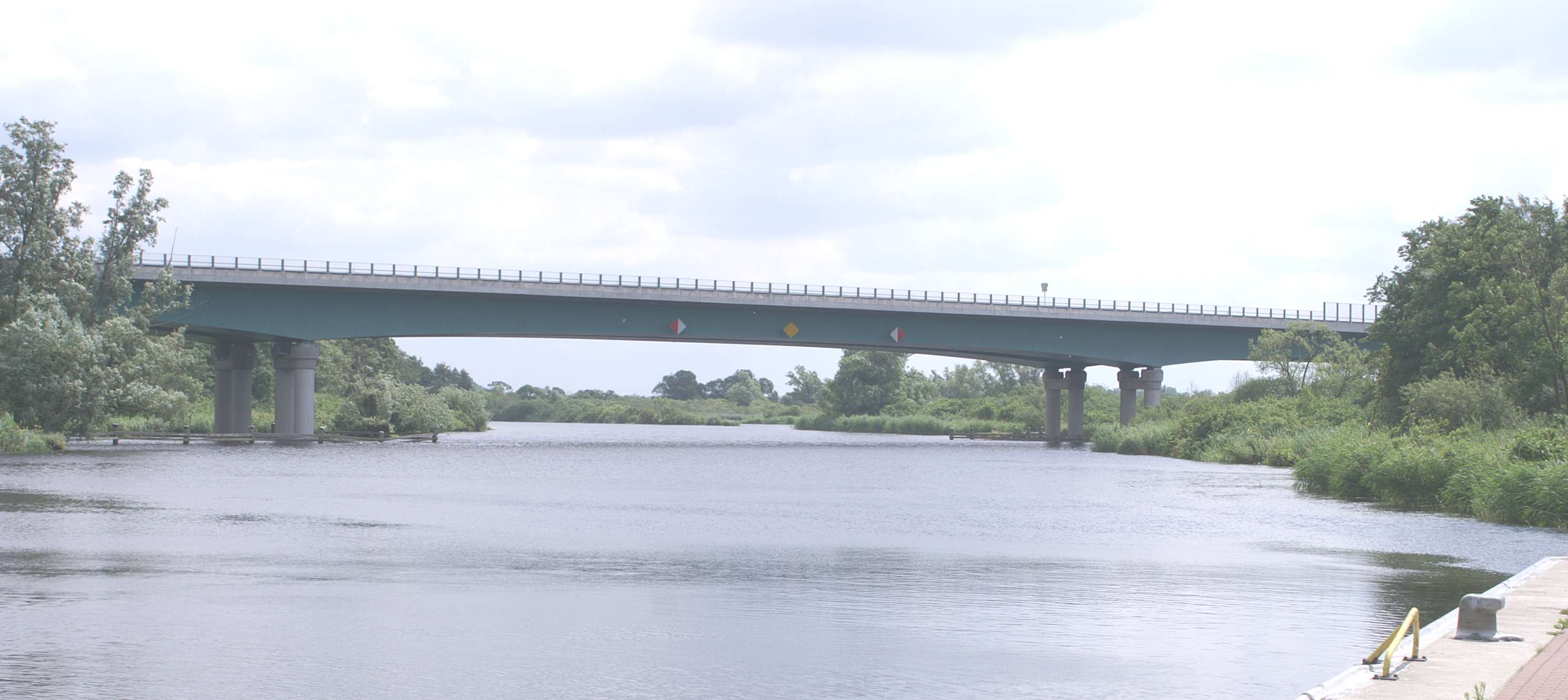
Ansicht vom Hafen Jarmen

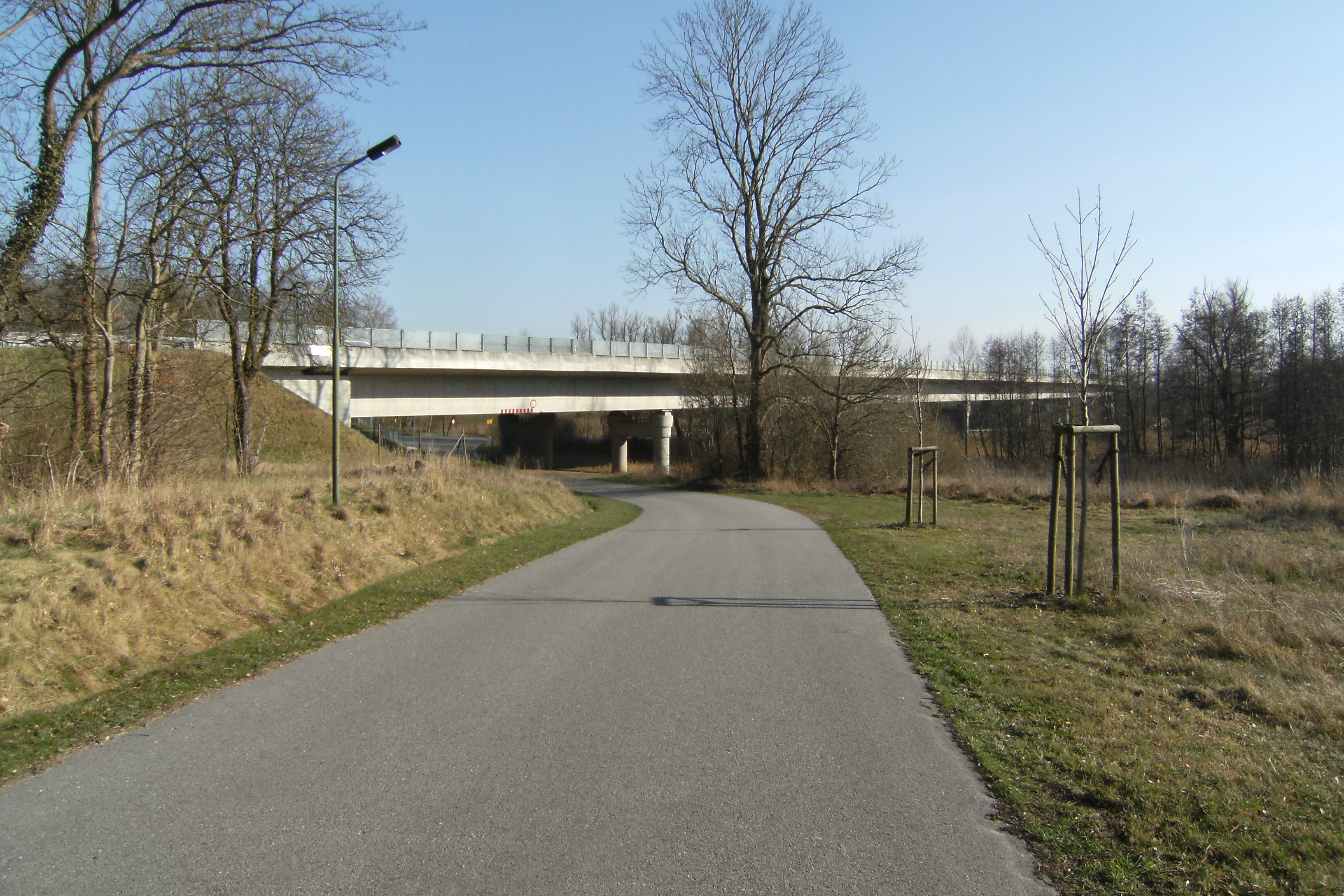
Peenetalbrücke nördliche Landanbindung

Die Flussbrücke ist eine Stahlverbundkonstruktion mit Hohlkastenquerschnitt und zwei getrennten Überbauten, die in Längsrichtung den Durchlaufträger als Bauwerkssystem aufweisen. Die Stege der Stahltröge sind durch Kopfbolzendübel mit der Stahlbetonfahrbahnplatte verbunden. Die Obergurte haben einen Abstand von 5,8 Metern, die Kastenstege weisen eine konstante Neigung von 1:15 auf, wodurch die Bodenplattenbreite in Abhängigkeit von der Troghöhe zwischen 5,5 Metern und 5,26 Metern variiert. Die Fahrbahnplatte ist 12 Meter breit und bei einer veränderlichen Querschnittshöhe über den Hauptträgerstegen maximal 45 Zentimeter dick. In Längsrichtung sind die Überbauten im Bereich der Hauptöffnung gevoutet ausgebildet. Die Konstruktionshöhe beträgt über den beiden Strompfeilern maximal 4,5 Meter, in Flussmitte 3,0 Meter und an den Brückenenden 2,7 Meter. Die Stützweiten der sechsfeldrigen Überbauten sind 3 × 40,0 Meter, 52,5 Meter, 95,0 Meter und 52,5 Meter. Während zwischen Flussbrücke und nördlicher Vorlandbrücke auf einem Trennpfeiler eine Dehnfuge angeordnet ist, besteht mit der südlichen Vorlandbrücke eine biegesteife Verbindung.
Die Stahltröge wurden in Abschnittslängen von zirka 40 Meter per Schiff angeliefert und mit einem Schiffskran eingehoben und die Stahlbetonfahrbahnplatte mit einem Schalwagen abschnittsweise hergestellt.

## Gründung und Unterbauten
Bis auf das nördliche Widerlager sind alle Unterbauten auf Großbohrpfählen mit 1,3 Meter Durchmesser gegründet. Die 338 Bohrpfähle haben Längen bis zu 16 Meter. Um die Belastung der Landschaft durch die Errichtung von Baustraßen zu minimieren, wurden die meisten Pfähle vom freien Wasser aus mit Hilfe eines Pontons hergestellt, wozu am Anfang erst in der Brückentrasse Torfstiche herzustellen waren. Um die Pfahlgruppen wurden außerdem temporäre Spundwandkästen gesetzt, in deren Schutz Pfahlkopfplatten und Brückenpfeiler hergestellt wurden.
In den Pfeilerachsen stehen für jeden Überbau im Regelfall je zwei Rundpfeiler mit 1,2 Metern Durchmesser. Die Trennpfeiler besitzen zur Aufnahme der zwei Lager einen Durchmesser von 2,4 Metern, die Pfeiler neben der Hauptöffnungen haben 1,6 Meter Durchmesser. Im Bereich der spitzwinkeligen Kreuzung mit der Bundesstraße ist statt eines Pfeilerpaares mittig nur ein Einzelpfeiler mit 1,6 Metern Durchmesser angeordnet. Die Pfeilerpaare sind am Kopf durch Querriegel miteinander verbunden.

## Umwelt- und Naturschutzaspekte
Die Peenetalbrücke hat eine Brückenfläche von rund 26.000 Quadratmetern. Zur Reduzierung des Flächenverbrauchs wurde die Autobahn im Bauwerksbereich mit dem Sonderquerschnitt SQ 23,0 trassiert, der keinen Standstreifen und eine verringerte Mittelstreifenbreite aufweist. Weitere Ausstattungsmerkmale zum Umwelt- und Naturschutz sind die Verwendung eines lärmmindernden Fahrbahnbelags und abgedichtete Schutzwände für die Ableitung von Spritzwasser. Das Tempolimit beträgt im Verlauf des Bauwerks 100 Kilometer pro Stunde.
Zum ökologischen Ausgleich für den Autobahnbau wurde im Peenetal eine Fläche von 186 Hektar renaturiert. Der Bau der Brücke und der Verlauf der Autobahn durch das ökologisch sensible Peenetal waren stark umstritten und von teilweise intensiven Protestaktionen begleitet, unter anderem einem durch Autobahngegner errichteten Hüttendorf in der Nähe der Ortschaft Breechen. Zum Symbol für den letztendlich erfolglosen Widerstand, aber zum Teil auch für die Ablehnung von aus Sicht der Autobahnbefürworter übertriebenen Natur- und Landschaftsschutzforderungen, wurde der Hochmoorlaufkäfer (Carabus menetriesi menetriesi).